# David Silva
David Josué Jiménez Silva (født 8. januar 1986 på Gran Canaria, Spanien) er en spansk fodboldspiller, der spiller som central midtbane hos den spanske La Liga-klub Real Sociedad. Han har været tilknyttet klubben siden sommeren 2020. Tidligere har han også optrådt for Valencia CF i Spanien 2004, samt på sæsonlån hos henholdsvis SD Eibar og Celta Vigo.
I 2008 var Silva med Valencia med til at vinde den spanske pokalturnering Copa del Rey, efter finalesejr over Michael Laudrup's Getafe CF.

## Landshold
Silva står (pr. 27. juni 2013) allerede noteret for 77 kampe og 20 scoringer for Spaniens landshold. Hans debutkamp var den 15. november 2006 i et opgør mod Rumænien. Efterfølgende blev han udtaget til truppen til EM i 2008 i Østrig og Schweiz, hvor han var med til at sikre spanierne titlen. Silva scorede blandt andet det tredje og sidste mål i den spanske 3-0 semifinalesejr over Rusland. Han blev efterfølgende også udtaget til Confederations Cup 2009 og VM i 2010 i Sydafrika.

## Titler
Copa del Rey
- 2008 med Valencia CF

Premier League
- 2012, 2014, 2018 og 2019 med Manchester City

FA Cup
- 2011 og 2019 med Manchester City

Engelsk Liga Cup
- 2014, 2016, 2018 og 2019 med Manchester City

Engelsk Community Cup
- 2012 og 2018 med Manchester City

EM
- 2008 og 2012 med Spanien

VM
- 2010 med Spanien